# Scooby-Doo und das WrestleMania-Rätsel
Scooby-Doo und das WrestleMania-Rätsel ist ein Zeichentrickfilm aus dem Jahr 2014. Es ist der 22. Film in der Direct-to-Video-Filmreihe von Scooby-Doo-Filmen. Er wurde am 24. März 2014 in GB und am 25. März 2014 in den USA von Warner Home Video veröffentlicht. Eine Veröffentlichung in Deutschland und in deutscher Synchronisation erfolgte am 28. Februar 2021.

## Handlung
Scooby-Doo und Shaggy gewinnen, nachdem sie das härteste Level des neuesten Videospiels der WrestleMania geschafft haben, einen Aufenthalt in der „WWE City“, um hier die Wettkämpfe live zu sehen. Auf Drängen des Duos organisieren Fred, Daphne und Velma den Flug dorthin. Bei ihrer Ankunft stürzt die Mystery Maschine in einen Graben, weil ein Waschbär auf die Rollbahn geraten war. Mit in dem Flugzeug befinden sich der bekannte Wrestler John Cena, dessen Trainer Cookie und Cookies Neffen Ruben. Mit Cenas Kräften gelingt es die Mystery Machine wieder auf die Rollbahn zu heben. Die Gruppe trifft dabei auf Bayard, einen Jäger, der die Wrestling-Organisation dafür verachtet, dass seine Stadt und der Wald für diese Zwecke nahezu zerstört wurden. Cena überreicht Shaggy und seinen Freunden VIP-Tickets für die nächste Veranstaltung, um so die Auseinandersetzung mit Bayard auszugleichen.
Nach Shaggy Eintreffen in „WWE City“ präsentiert Mr. McMahon ihm und seinen Freunden den WWE-Championship-Gürtel, der seit der Niederlage von Kane im letzten Kampf frei geworden ist. Dieser Preis steht am Wochenende bei WrestleMania zur Auswahl. Anschließend wird die Besichtigung des WWE-Trainingslagers angeboten, bevor die Gruppe in ihrer Unterkunft ankommen. In der Nacht  hat Scooby einen Traum. Er ringt mit riesigen Monstern und als Shaggy ihn aufweckt, stoßen sie tatsächlich auf einen Geisterbären und beide müssen um ihr Leben rennen. Die WWE-Ringer greifen während der Verfolgung ein, aber Triple H und Tyrus werden vom Monster überwältigt, das dann nach einem Wurf von Sin Cara verschwindet. Am nächsten Morgen wird die Gruppe von WWE-Geschäftsführerin Richards darüber informiert, dass die Stadt in den letzten Wochen vermehrt von Bären angegriffen wurde. Mr. McMahon bittet Shaggy und seine Freunde, das Mysterium „Ghost Bear“ zu lösen, um die Sicherheit des WWE-Gürtels zu gewährleisten. Cena und Sin Cara erklären der Gruppe, dass die Legende des „Ghost Bear“ vor über 100 Jahren mit einem Wrestling-Bären namens „Vicious“ begann, der von Sin Caras Ur-Ur-Ur-Großvater Sin Cara Grande auf dem Gelände der WWE City besiegt wurde. Sin Cara befürchtet, dass der Geist des Bären durch die WrestleMania wiedererweckt wurde.
Am nächsten Morgen werden Shaggy und seine Freunde von Frau Richards darüber informiert, dass der WWE-Gürtel gestohlen wurde. Scooby wird festgenommen, nachdem Überwachungsaufnahmen zeigen, dass er in der Tat den Gürtel entwendet hat. Velma beweist jedoch Scoobys Unschuld, indem er nachweist, dass sich ihr tierischer Freund in einer tiefen Hypnose befand, als er den Gürtel stahl. Ruben folgert daraus, dass das WWE-Videospiel Lichtblitze erzeugt, die posthypnotische Wirkung auf Scoobys Gehirn besitzen. Mr. McMahon bietet Scooby und Shaggy die Chance auf Freiheit, wenn sie Kane bei WrestleMania besiegen. Das Duo erhält ein Crash-Kurs-Training von Cookie und AJ Lee. Noch in der Nacht wandern die Gruppe und Cena durch den Wald, bis sie die Bärenhöhle erreichen. Im Inneren entdecken sie einen Raum mit Büchern über Hypnose, Schemata eines EMPGerätes und einen Kalender aus dem hervorgeht, dass der Täter WrestleMania anvisieren will. Plötzlich erscheint der Geisterbär und jagt die Eindringlinge durch einen Abflussgraben. Sie entkommen, nachdem Cena den Geisterbären von sich weggestoßen hat, bevor sie feststellen, dass der Abflussgraben direkt unter „WWE City“ liegt. Nachdem die Gruppe Frau Richards Informationen über ihre Begegnung mit dem Geisterbären gegeben hat, rät Cookie, dass WrestleMania abgesagt werden sollte, sehr zur Missbilligung von Frau Richards. Fred schlägt dagegen vor, dass die Bande WrestleMania benutzen sollte, um den „Ghost Bear“ zu fassen.
Die Gruppe entdeckt, dass der WWE-Gürtel selbst das EMP-Gerät ist und in 30 Sekunden eingeschaltet werden soll. Als Cena versucht ihn loszuwerden, deaktiviert er dabei den unterirdischen Stromgenerator und alle Lichter gehen aus. Nun taucht der Geisterbär auf und richtet überall eine große Verwüstungen an. Die Wrestler zünden kurzerhand grüne Pyrotechnik, um die Arena zu beleuchten, während Scooby seine Tanzbewegungen einsetzt, um Kane außer Gefecht zu setzen. Als der Geisterbär am Ring ankommt, wird er von Ruben in Wrestling-Kleidung konfrontiert. Beide werden von einem Bodenkatapult in den Ring geschossen, wo am Ende der „Ghost Bear“ in einem Stahlkäfig eingeschlossen wird und Cena, Sin Cara, Kane, Ruben und Scooby darin eine Bombe zünden.
Der Geisterbär entpuppt sich am Ende als der Trainer Cookie, der seine WWE-Karriere wegen einer Verletzung zu früh beenden musste und es nie zum Titelgewinn gebracht hatte. Aus Verärgerung über das wenig ehrende Verhalten der WWE plante er das perfekte Verbrechen und den Titelgürtel zu stehlen. Dazu benutze er Scooby als Medium und wollte außerdem den Ruf der Organisation schädigen. Als Cookie von der Polizei festgenommen wird, bietet Mr. McMahon Ruben einen Platz in der WWE-Liste an und vergibt den WWE-Gürtel als Lohn für ihren Einsatz an Scooby und Shaggy.

## Synchronisation
| Rolle           | Originalsprecher       |
| Scooby-Doo      | Frank Welker           |
| Velma Dinkley   | Mindy Cohn             |
| Daphne Blake    | Grey Griffin           |
| Shaggy Rogers   | Matthew Lillard        |
| Plätzchen       | Charles S. Dutton      |
| Frau Richards   | Mary McCormack         |
| er selbst       | John Cena              |
| sie selbst      | AJ Lee                 |
| er selbst       | Santino Marella        |
| er selbst       | Mike 'The Miz' Mizanin |
| Triple H        | Paul Levesque          |
| WWE-Kommentator | Michael Coulthard      |
| er selbst       | Vince McMahon          |
| Tyrus           | Brodus Clay            |
| Kane            | Glenn Jacobs           |
| Ansager         | Corey Burton           |
| Ruben           | Bumper Robinson        |
| Geisterbär      | Fred Tatasciore        |

## Produktionsnotizen
Scooby-Doo! WrestleMania Mystery ist das 22. Video der Direct-to-Video Filmreihe über Scooby-Doo. Es wurde von Warner Bros. Animation in den WWE Studios produziert und von Warner-Heimvideo vertrieben. Die Erstveröffentlichung erfolgte in den USA am 25. März 2014. In Deutschland wurde es bisher noch nicht veröffentlicht.

## Kritik
Die commonsensemedia.org befand den Film als gut gelungen und bissig animiert. Es mache Spaß, die Wrestling-Superstars mit ihren eigenen Stimmen zu hören. Abgesehen davon sei jedoch das einzige, was die Blicke auf diesen Film ziehen würde, die reine Neugier. Und vor diesem Hintergrund, mit all den bizarren Realitätsänderungen, die an der WWE selbst gemacht wurden, enttäusche der Film nicht.